# Oligota inconspicua
Oligota inconspicua – gatunek chrząszczy z rodziny kusakowatych i podrodziny Aleocharinae.
Gatunek ten opisany został w 1976 roku przez S.A. Williamsa.
Chrząszcz o ciele długości 1 mm i szerokości 0,4 mm, w obrysie wąskim i z prawie równoległymi bokami. Przedplecze, pokrywy i wierzchołkową połowę siódmego tergitu odwłoka ma rude lub żółtawobrązowe, a głowę, tergity od trzeciego do szóstego i nasadową połowę siódmego ciemniejsze. Barwa czułków jest żółta, a odnóży rudożółta. Czteroczłonowe buławki czułków są bardzo słabo wyodrębnione. Rzeźba przedplecza i głowy jest delikatna. Powierzchnia pokryw i tergitów odwłoka zaopatrzona jest w V-kształtne guzki, natomiast tych ostatnich ponadto pozbawiona jest żeberek. Siódmy tergit odwłoka jest nie krótszy od szóstego. Samiec ma krótki edeagus, a samica zbiornik nasienny o krótkim trzonie i wąsko-jajowatej części nabrzmiałej.
Owad endemiczny dla Nowej Zelandii.